# Мелија
Мелија је у грчкој митологији било име неколико нимфи. То је такође једнина назива читаве класе нимфи названих Мелијаде.

## Митологија
- Аполодор и Паусанија је наводе као Океаниду која је са речним богом Инахом имала Егијалеја, Ију,[1] Фегеја, Форонеја и Микену.[2] На тај начин, она је била прамајка краљевских породица Аргоса, Сикиона и Тебе. Била је највероватније Најада са извора реке свог мужа (и брата), названог Исменија у Теби (Беотија).[3]

- Исти аутори наводе и другу Океаниду, која је са Аполоном имала синове Исменија[2] или Исмена и Тенара.[1] Била је поштована у Аполоновом светилишту које је добило назив по њеном сину Исменију, крај Тебе.[2] Аполон је убио Мелијиног брата Кајанта борећи се за њену љубав. Ова нимфа се у неким традицијама помиње под именом Исмена.[4]
- Највероватније Најада која је обитавала у чистим изворским водама полуострва Малеја у Лакедемонији. Њу је волео Силен и она му је родила кентаура Фола и можда и друге кентауре са Пелопонеза. Њен статус се мењао; најпре је била епонимна хероина свог полуострва, потом је била нимфа медено слатких свежих вода и коначно нимфа јасеновог дрвета, од кога су прављена копља за лов. Била је поистовећена са Најадом и другом Мелијом коју је такође волео Силен.[5]
- Мелија је била Најада са извора или фонтана града Киос у Битинији (Анатолија). Њу је волео Силен, коме је родила сина Долиона, родоначелника племена Долионаца који су насељавали запад Битиније. Њено име је означавало мед, супстанцу која је често коришћена као опис укуса свежих изворских вода, а и која се мешала са вином, што је доводи у везу са њеним љубавником, Силеном. Могуће је да је била и једна од Мелијада. Често су је мешали са нимфама истог имена.[6]
- Била је Океанида и Најада главног града племена Бебрикејаца у источној Битинији. Њу је волео Посејдон и она је родила Амика, првог краља поменутог племена. Према Аполодору, имала је и сина Мигдона.[7]
- Била је нимфа Најада са егејског острва Кеос. Њу је волео Аполон и она му је родила сина Кеоса, епонимног хероја овог острва. С обзиром да је била корикијска нимфа, њен отац је највероватније био Кефис, речни бог.[8]